# Mecodina napa
Mecodina napa là một loài bướm đêm trong họ Erebidae.